# Amphipogon strictus
Amphipogon strictus är en gräsart som beskrevs av Robert Brown. Amphipogon strictus ingår i släktet Amphipogon och familjen gräs. Inga underarter finns listade i Catalogue of Life.